# В'южаніна Галина Миколаївна
В'южаніна Галина Миколаївна (3 серпня 1952) — радянська хокеїстка на траві.
Бронзова призерка Олімпійських Ігор 1980 року.